# سوفانات موئانتا
سوفانات موئانتا (تایلندی: ศุภณัฏฐ์ เหมือนตา؛ زادهٔ ۲ اوت ۲۰۰۲) بازیکن فوتبال اهل تایلند است.
از باشگاه‌هایی که در آن بازی کرده‌است می‌توان به باشگاه فوتبال بوریرام یونایتد اشاره کرد.
وی همچنین در تیم‌های ملی فوتبال زیر ۱۶ سال، زیر ۱۹ سال، زیر ۲۳ سال و بزرگسالان تایلند بازی کرده‌است.